# Bassillac
Bassillac foi uma comuna francesa na região administrativa da Nova Aquitânia, no departamento Dordonha. Estendia-se por uma área de 18,79 km². Em 2010 a comuna tinha 4 538 habitantes (densidade: 241,5 hab./km²).
Em 1 de janeiro de 2017, passou a formar parte da nova comuna de Bassillac et Auberoche.